# Sinagogues del Caire

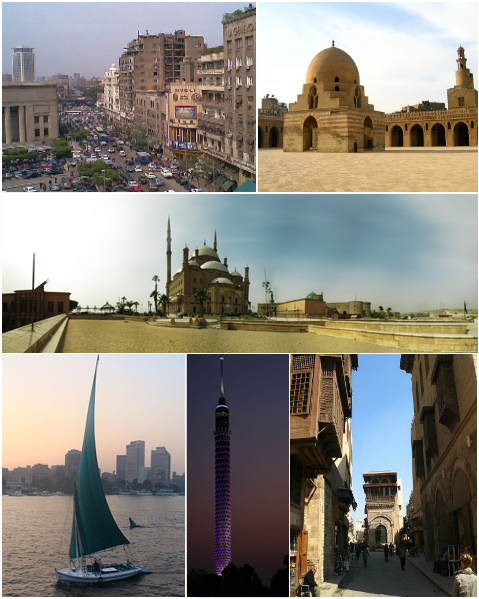
Ciutat del Caire.

Avui dia encara hi ha algunes sinagogues al Caire, a la República d'Egipte. Els jueus egipcis constitueixen una de les comunitats jueves més antigues del món. El nucli històric de la comunitat indígena egípcia consistia principalment en jueus rabanites i caraïtes de parla àrab. Després de la seva expulsió dels Regnes d'Espanya, més sefardites i caraïtes jueus van començar a emigrar a Egipte, i el seu nombre va augmentar significativament amb el creixement de les perspectives comercials, després de l'obertura del Canal de Suez eln 1869. Com a resultat, els jueus de tots els territoris de l'Imperi Otomà, així com d'Itàlia i Grècia van començar a instal·lar-se en les principals ciutats d'Egipte, on van prosperar. La comunitat asquenazita, que principalment estava confinada en el barri de Darb al-Barabira del Caire, va començar a arribar a partir de les onades de pogroms que van assotar Europa en l'última part del segle xix. A la fi dels anys 50, Egipte va començar a expulsar la seva població jueva (estimada llavors entre 75.000 i 80.000 persones el 1948) també el govern egipci va començar a confiscar les propietats dels jueus en aquella època. En 2016, la líder espiritual dels jueus a Egipte, Magda Tania Haroun, va declarar que hi havia sis jueus en tot el país, tots ells eren dones majors de 65 anys.

## Sinagogues del Caire

### Sinagoga Ben Ezra
La Sinagoga Ben Ezra: (en hebreu: בית הכנסת בן עזרא) (en àrab: معبد بن عزرا) de vegades coneguda com la sinagoga El-Geniza (en hebreu: בית כנסת אל גניזה) o la sinagoga dels palestins, es troba en el barri antic del Caire, a Egipte.

### Sinagoga Ets Hayim
La Sinagoga Ets Hayim: (en català: l'arbre de la vida) (en àrab: معبد حنان) és una sinagoga que es troba en la capital d'Egipte, el Caire. El temple va ser construït en 1900. La sinagoga es troba en el barri de Daher. El sòl de marbre del temple, va resultar danyat durant el terratrèmol del 12 d'octubre de 1992. La sinagoga és protegida pel consell suprem egipci d'antiguitats. El temple és custodiat per un policia. La sinagoga va ser utilitzada per última vegada el 1967.

### Sinagoga Maimònides
La Sinagoga Maimònides: (en hebreu: בית הכנסת הרמב"ם) (transliterat: Beit HaKneset HaRambam) (en àrab: كنيس ابن ميمون) també coneguda com la sinagoga Rav Moshe, és una històrica sinagoga situada en el Caire, Egipte. Una sinagoga ha existit a la zona des del segle x i va ser anomenada posteriorment com el famós filòsof jueu, rabí i mètge Maimònides, després de la seva arribada, al voltant de l'any 1168, a conseqüència del seu exili de Còrdova, a Espanya a les mans dels almohades. Es creu que la tomba original de Maimònides està continguda dins de l'edifici. En març de 2010, el govern egipci va completar la restauració de l'edifici actual, que data de finals del segle xix.

### Sinagoga Sha'ar HaShamayim
La Sinagoga Sha'ar HaShamayim: (en hebreu: שער השמים) (en àrab: كنيس عدلي) es troba en la ciutat del Caire, a Egipte. La sinagoga era també coneguda com a Temple Ismailia i la sinagoga del carrer Adly. El seu líder històric va ser el gran rabí Chaim Nahum. En 2008, la sinagoga va celebrar el seu 100 aniversari. La sinagoga va ser construïda en un estil que evoca els antics temples egipcis, i que una vegada va ser l'edifici més gran en el bulevard.